# Коттон, Энтони
Э́нтони Ко́ттон (англ. Antony Cotton), настоящее имя Э́нтони Дэнн (англ. Antony Dunn; род. 5 августа 1975, Бери, Большой Манчестер, Великобритания) — британский актёр кино и телевидения, комедиант. Широкую известность приобрёл после исполнения ролей Шона Талли (с 2003) в телесериале «Улица Коронации» на канале Ай-ти-ви и Александра Перри (1999—2000) в телесериале «Близкие друзья» на канале Чэннел фор. В 2007 году организовал собственное ток-шоу под названием «Это шоу Энтони Коттона». В марте 2013 года стал победителем благотворительного телевизионного шоу «Потанцуем», собравшего средства для благотворительной организации «Разрядка смехом».

## Личная жизнь
Родился 5 августа 1975 года в Бери. Сын актрисы Инид Данн. Младший брат Эндрю Коттона. Окончил Вудхейскую среднюю школу в Холкомб-Брук и Олдемскую театральную мастерскую. Куратор трастового фонда Терренса Хиггинса, фонда ЛГБТ, трастового фонда Альберта Кеннеди и фестиваля «Квир на севере».
В августе 2009 года в интернет-портале «Цифровой шпион» появилось сообщение о том, что Коттон открытый гомосексуал. В марте 2010 года он и его партнёр Питер Экклстон обменялись кольцами. В январе 2012 года футболист Майкл Болл был оштрафован Футбольной ассоциацией Англии за гомофобные реплики в Твиттере в адрес Коттона.

## Карьера
Дебютировал в кино в фильме 1998 года «Любовь — это дьявол. Штрихи к портрету Ф. Бэкона». В том же году появился в эпизодической роли в фильме «Мудрость крокодилов». Первой большой работой актёра на телевидении стала роль Александра Перри в сериале «Близкие друзья» в 1999 году. В 2001 году появился в эпизодической роли в сериале «Ещё по одной». С 2003 года и по настоящее время играет роль Шона Талли, бармена и фабричного рабочего в сериале «Улица Коронации». 13 января 2007 года Коттон победил на втором конкурсе вокалистов канала Ай-ти-ви «Сверхзвёзды среди звёзд мыльных опер»; свой выигрыш в 200 000 британских фунтов он пожертвовал в фонд Элтона Джона по борьбе со СПИДом.
В июле 2007 года было заявлено, что Коттон выступит в роли ведущего собственного юмористического шоу на канале Ай-ти-ви. Премьера передачи состоялась 13 августа 2007 года. «Это шоу Энтони Коттона» шло в прямом эфире из студии Гранада Телевижн в Манчестере.
Коттон был участником одиннадцатого сезона «Я знаменитость... Вытащи меня отсюда!», который вышел в эфир 13 ноября 2011 года. Он выбыл из проекта 2 декабря 2011 года, после того, как провёл три недели в джунглях и занял четвёртое место. Коттон также снялся в эпизоде «Грязный грязный мир» на канале Ай-ти-ви Один весной 2012 года. Он победил на конкурсе «Потанцуем» в марте 2013 года. Коттон был участником передачи «Танцы на льду» в 2018 году.

## Награды и звания
В 2005 году за роль Шона Талли в сериале «Улица Коронации» Коттон был удостоен Национальной телевизионной премии в номинации «Лучший дебютант». В том же году он также получил премию журнала «Внутри мыла» в номинациях «Лучший дебют» и «Лучшее комедийное выступление»; в 2006 году Коттон снова получил эту премию в номинации «Лучшее комедийное выступление», а в 2007 году в номинации «Лучший актёр».

## Работы в кино и на телевидении
| Год        | Фильм | Режиссёр                                  | Персонаж                           |
| ---------- | --- | ----------------------------------------- | ---------------------------------- |
| 2007       | «Это шоу Энтони Коттона» (англ. That Antony Cotton Show)                                                            |                                           | сам себя                           |
| 2005       | «Сплетённые рассказы» (англ. Twisted Tales)                                                                         |                                           | Сэм                                |
| 2003—н. в. | «Улица Коронации» (англ. Coronation Street)                                                                         |                                           | Шон Талли                          |
| 2003       | «Сожги это» (англ. Burn It)                                                                                         | Джон Дути, Адам Роули                     | Стивен                             |
| 2002       | «Спишь» (англ. Having It Off)                                                                                       |                                           | Ги Ла Трусс                        |
| 2001       | «Ещё по одной» (англ. Absolutely Fabulous)                                                                          |                                           | Дэймон                             |
| 2000       | «Рона» (англ. Rhona)                                                                                                |                                           | Алекс в серии «Счастливые джинсы»  |
| 2000       | «Чисто английское убийство» (англ. The Bill)                                                                        |                                           | Джорджи-гёрл                       |
| 1999—2000  | «Близкие друзья» (англ. Queer as Folk)                                                                              | Чарльз Макдугалл, Менхадж Худа            | Александр Перри                    |
| 1999       | «Любовь в XXI веке» (англ. Love in the 21st Century)                                                                | Мэттью Эванс, Шири Фолксон, Сэнди Джонсон | Майкл                              |
| 1998       | «Полицейские» (англ. The Cops)                                                                                      | Элрик Райли                               | паренёк в клубе в 4 серии 1 сезона |
| 1998       | «Мудрость крокодилов» (англ. The Wisdom of Crocodiles)                                                              | По-Чи Леонг                               | член банды                         |
| 1998       | «Любовь — это дьявол. Штрихи к портрету Ф. Бэкона» (англ. Love Is the Devil: Study for a Portrait of Francis Bacon) | Джон Мэйбери                              | работник Брайтон-Рент              |
| 1995       | «Разве это правильно» (англ. Ain’t Misbehavin)                                                                      |                                           | доставщик пиццы в 5 серии 2 сезона |
| Источник:  | |                                           |                                    |